# Liste der Studentenverbindungen in Paderborn
Die Liste der Studentenverbindungen in Paderborn verzeichnet die aktiven (3), suspendierten (2) und erloschenen Studentenverbindungen in Paderborn, welche unterschiedlichen Korporationsverbänden angehören oder verbandsfrei sind. Sie sind an der Universität Paderborn ansässig, welche 1972 gegründet wurde und an welcher rund 20.300 Studenten studieren.

## Aktive Verbindungen
Die Sortierung erfolgt nach dem Gründungsdatum.
|  |
|  |
|  |
|  |
|  |

|  |
|  |
|  |
|  |
|  |
|  |

|  |
|  |
|  |
|  |
|  |

## Suspendierte, verlegte und erloschene Verbindungen
Die Sortierung erfolgt nach dem Gründungsdatum.
|  |
|  |
|  |
|  |
|  |

|  |
|  |
|  |
|  |
|  |